# На Париж
«На Пари́ж» — российский приключенческий фильм 2018 года режиссёра Сергея Саркисова (первая полнометражная режиссёрская работа). Фильм рассказывает о советских офицерах, которые после взятия Берлина решают отпраздновать в Париже. Сценарий вдохновлён воспоминаниями танкиста Александра Милюкова, рассказанными им одному из сценаристов, Станиславу Говорухину. В главных ролях: Дмитрий Певцов, Сергей Маковецкий и Евгений Стычкин.
Премьерный показ фильма состоялся 25 апреля 2019 года на ММКФ. В прокат в кинотеатрах России фильм вышел 9 мая 2019 года. Фильм получил противоречивые оценки в прессе и провалился в прокате, собрав лишь 9 миллионов рублей при бюджете в 160 миллионов.

## Сюжет
Май 1945 года. Советские танкисты, ещё вчера штурмовавшие Берлин, празднуют День Победы. Один из них — гвардии майор Воронин, сбежавший на попутном мотоцикле из госпиталя на территории Германии, реквизирует у генерала вермахта легковой автомобиль «Мерседес». Добравшись до штаба дивизии, он присоединяется к своим давним фронтовым друзьям. Выпившие офицеры Красной армии обсуждают за праздничным столом зарубежные города, в которых они побывали до войны. Интендант вспоминает: «А вы представляете, я ведь был в Париже, Лувр видел, … мимо проходил несколько раз, на Эйфелеву башню поднимался». И в какой-то момент трое товарищей-гвардейцев — Воронин, Стержнёв и Бакрадзе — решают самовольно отправиться в путешествие в столицу Франции на угнанном вражеском автомобиле. Когда ещё представится такой случай — увидеть город своей мечты! Тем более, что до него — всего 970 километров…
Вначале затея им удаётся — их достаточно свободно пропускают в американскую оккупационную зону. Но добраться засветло до предместий Парижа они не успевают. Остановившись на ночлег в одном из провинциальных французских городков, расположенном в 80 километрах от Парижа, они оказываются в борделе. Здесь у них возникает конфликт с одним из его завсегдатаев — тот начинает избивать одну из девушек, а советские офицеры за неё вступаются и вышвыривают его за дверь. Получивший отпор местный житель Этьен Планше доносит на своих обидчиков в жандармерию, жандармы связываются с советским командованием. Утром главных героев будит и задерживает майор СМЕРШа Столетов в сопровождении двух автоматчиков.
Обратная дорога друзей-танкистов, задержанных за дезертирство, в Германию, в расположение советских войск, не предвещает ничего хорошего. Они понимают, что им грозит военно-полевой суд и довольно суровые последствия. На протяжении всего пути в особый отдел танковой армии майор Столетов долго беседует с Ворониным о службе, морали, чести и долге советского офицера и о многом другом, после чего принимает очень трудное для себя решение. Сам бывший танкист, он отпускает всю компанию на свободу. Неожиданно избежав наказания, гвардейцы возвращаются в свою дивизию и заявляют сослуживцам, что просто покатались и ни в каком Париже не были.
Советский генерал-майор, командир гвардейской дивизии, вызывает к себе гвардии майора Воронина и объявляет о присвоении ему звания Героя Советского Союза за захват немецкого штаба под городом Ратенов, а трофейный немецкий автомобиль «Мерседес», самовольно отобранный Ворониным у немецкого генерала, предлагает обменять на свой «Опель», ради справедливости.

## В ролях
| Актёр                | Роль                                                                    |
| -------------------- | ----------------------------------------------------------------------- |
| Дмитрий Певцов       | Александр Воронин, гвардии майор, командир танкового батальона          |
| Сергей Маковецкий    | Столетов, майор СМЕРШа                                                  |
| Евгений Стычкин      | Михаил Стержнёв, капитан фронтовой разведки                             |
| Торнике Квитатиани   | Каха Бакрадзе, старший лейтенант, инженер, разведчик                    |
| Рената Литвинова     | мадам Рэмбо, хозяйка французского борделя                               |
| Алина Ланина         | Тамара, военная медсестра, фронтовая подруга Александра Воронина        |
| Фёдор Добронравов    | Чмиль, старшина, механик-водитель                                       |
| Максим Важов         | Николай Клюквин, сержант, заряжающий                                    |
| Анна Горшкова        | Валентина, военный лётчик, невеста Леонида Елисеева                     |
| Кирилл Зайцев        | Леонид Елисеев, гвардии капитан                                         |
| Михаил Ефремов       | Семёнов, подполковник, начальник штаба дивизии                          |
| Александр Рапопорт   | немецкий генерал, взятый в плен в крепости Ратенов                      |
| Эммануил Виторган    | русский генерал-майор, командир гвардейской дивизии                     |
| Игорь Золотовицкий   | француз                                                                 |
| Андрей Назимов       | Копылов, рядовой СМЕРШа                                                 |
| Даниил Вахрушев      | Вальтер Дёринг, немецкий пулемётчик                                     |
| Виктор Хориняк       | штабной вестовой                                                        |
| Анатолий Бурносов    | офицер-американец, командир бронетанковой дивизии                       |
| Полина Сидихина      | Гульнара Насретдинова, военная медсестра                                |
| Екатерина Копанова   | военная медсестра                                                       |
| Святослав Осипов     | Александр Кузнецов («Кузя»), ефрейтор, стрелок-пулемётчик               |
| Эдуард Чекмазов      | врач                                                                    |
| Сергей Саркисов      | генерал фон Вартенслебен, офицер вермахта                               |
| Сергей Неудачин      | старшина                                                                |
| Иван Замотаев        | гармонист (поёт за кадром казачью песню «Когда мы были на войне…»)      |
| Сергей Фролов        | советский интендант                                                     |
| Михаил Хмуров        | Жан Клод, капрал, командир американского блокпоста на мосту через Эльбу |
| Алексей Коротаев     | Этьен Планше, завсегдатай борделя                                       |
| Владимир Климов      | Ажан, французский жандарм                                               |
| Азамат Нигманов      | вестовой-автоматчик                                                     |
| Ксения Мон Сор       | Софи, рыжая французская проститутка                                     |
| Ян Гэ                | «Макака», шансоньетка во французском борделе                            |
| Лана Йохим           | Мадлен, стройная французская проститутка                                |
| Елизавета Гончаренко | Бланш, пышнотелая французская проститутка                               |
| Софья Донианц        | французская проститутка                                                 |
| Евгения Афонская     | французская проститутка                                                 |
| Анна Сильчук         | французская проститутка                                                 |

## Съёмки
Съёмки фильма «На Париж» в течение двух летних месяцев 2017 года велись в Калининградской области (в частности, в Советске, Гусеве), а потом ещё пять дней — в пригороде польского Гданьска. Несколько эпизодов снимались в Москве и Московской области (в частности, в Кубинке и Алабино). Последний съёмочный день прошёл в Тбилиси.

## Награды
- 2019 — приз президента XIII Всероссийского фестиваля исторических фильмов «Вече» Светланы Дружининой, который состоялся 21—25 сентября 2019 года в Великом Новгороде[7].
- 2019 — главный приз (в номинации «Лучший художественный фильм») британского кинофестиваля UK Film Festival[англ.], проходившего в Лондоне 19—23 ноября 2019 года[8][9],

## Отзывы и оценки
Фильм получил смешанные отзывы в российской прессе. Его положительно оценили в таких изданиях как «Российская газета» и «Газета.ru», резко отрицательно — в изданиях «Вокруг ТВ» и «Кино Mail.ru», а также Youtube-обозреватель Евгений Баженов (BadComedian), который раскритиковал актёрскую игру, сценарий, госфинансирование проекта и лицемерие законодательства касательно правил прокатного удостоверения.
На критику ответил актёр Дмитрий Певцов, сыгравший в фильме главную роль. Он заявил, что ему не стыдно за этот фильм, что история, рассказанная в нём, «почти документально точная», и «это история о любви к Родине и к тем, кто победил в этой страшной войне».